# Petrus Pictor
Petrus Pictor ('Pieter de Schilder') was een Vlaams geestelijke en Middellatijns dichter die werkzaam was rond 1100 in Sint-Omaars. Zijn naam is eind 19e eeuw herontdekt als de auteur van een achttiental gedichten, waaronder het oudste lofdicht op Vlaanderen.

## Leven en werk
De enige informatie over Pictor komt uit zijn werk. Hij was de zoon van een zekere Johannes en moet actief zijn geweest tijdens het laatste kwart van de 11e eeuw en het eerste kwart van de 12e eeuw in Sint-Omaars, waar hij een reguliere kanunnik was in het Onze-Lieve-Vrouwekapittel. Waarschijnlijk gaf hij les aan de kapittelschool of was hij werkzaam in het scriptorium, misschien als miniaturist en kopiist, zoals zijn naam suggereert. Ondanks zijn scholing was Pictor arm.
In zijn Middellatijnse poëzie richtte Pictor zich naar de antieke dichters. Hij probeerde de moeilijke combinatie van klassieke metra, meestal hexameters, met rijm. Hij schreef over de oudheid en over christelijke thema's, maar ook over wantoestanden in de Kerk en over vrouwen. Dat laatste deed hij op vileine toon in het hekeldicht De muliere mala ('Over de slechte vrouw'), al werd uiteindelijk vooral de laatste regel beroemd (Femina rara bona, sed que bona digna corona = 'Een goede vrouw is zeldzaam, maar zij die goed is, is een krans waard'). Een ander gedicht vertelt hoe hij op een avondlijke wandeling gezang hoorde van een dameskoor en verliefd werd op de leidster. Het bekendste werk van Pictor is ongetwijfeld De laude Flandriae, en dan vooral de eerste van de 44 regels: Flandria, dulce solum, super omnes terra beata ('Vlaanderen, zoete grond, gezegend land boven alle'). Het getuigt van een vroeg nationaal besef. Op het einde neemt Pictor afscheid van zijn land, waar hij blijkbaar niet kon blijven: 
| Flandria, mitto vale, pia Flandria, terra piorum  | Vlaanderen, ik zend u mijn groet, vroom Vlaanderen, land van vromen  |
| Mitto, remitto vale, bona Flandria, terra bonorum | Ik groet u, groet u andermaal, goed Vlaanderen, land van goeden      |
| Rursus mando vale, proba Flandria terra proborum  | Opnieuw zend ik u mijn groet, eerbaar Vlaanderen, land van eerbaren  |
| Mando, remando vale, mea Flandria, terra meorum   | Ik zend u, weerom, mijn groet, mijn Vlaanderen, land van mijn mensen |
Als reden van zijn onvrijwillig verblijf buiten Vlaanderen is verondersteld dat hij rondzwierf als vagant of dat hij verbannen was. Op basis van de historische inhoud kan het gedicht gedateerd worden in de jaren 1110-1111. Nauwelijks tien jaar later nam Lambert van Sint-Omaars het lofdicht op in zijn Liber floridus. Er zijn meer dan 110 handschriften bekend waarin werk van Pictor is opgenomen, hoewel vaak anoniem of onder andermans naam.

## Gedichten
Achttien gedichten worden aan Pictor toegeschreven, waarvan vier met een mindere graad van zekerheid.
- De laude Flandriae (Over de lof van Vlaanderen)
- De Domnus vobiscum (Over de Heer zij met u)
- De choro dominarum (Over het koor van dames)
- De natali Domini (Over de geboorte van de Heer)
- De Trinitate (Over de Drievuldigheid)
- De sacramentis (Over de sacramenten)
- Cur panis et vinum in sacramento corporis et sanguinis Domini offerantur et cur aqua admisceatur (Waarom er bij het sacrament van het lichaam en bloed van de Heer brood en wijn geofferd worden en waarom er water toegevoegd wordt)
- De crimine simoniali (Over de misdaad van de simonie)
- De denario (Over de denarius)
- De muliere mala (Over de slechte vrouw)
- De egesta et fame et siti gule (Over armoede, honger en dorst)
- Plage Egypti
- De excidio Romani imperii et magnificentia Catonis
- De inopia mentis et fame et siti animi
- Epitaphium presulis: grafdicht voor een onbekende prelaat
- De aparicione Domini
- De essentia divina
- De recordatione mortis et diei amara
- Pastoralis
- De matronis